# Campionati italiani estivi di nuoto 2011
I Campionati italiani estivi di nuoto 2011 si svolsero al polo natatorio del lido di Ostia (Roma), il 4 e il 5 agosto 2011. In questa edizione fu usata la vasca da 25 metri, in quanto i campionati servirono anche da qualificazione per gli Europei in vasca corta di Stettino, in Polonia.

## Podi

### Uomini
| Evento              | Oro                                                                                    | Tempo         | Argento                                                                       | Tempo    | Bronzo                                                                                               | Tempo    |
| Stile libero        |                                                                                        |               |                                                                               |          | |          |
| 50 m                | Marco Orsi                                                                             | 21.44         | Luca Dotto                                                                    | 21.50    | Andrea Rolla                                                                                         | 21.68    |
| 100 m               | Luca Dotto                                                                             | 47.25         | Marco Orsi                                                                    | 47.36    | Andrea Rolla                                                                                         | 48.11    |
| 200 m               | Alex Di Giorgio                                                                        | 1'45.50       | Cesare Sciocchetti                                                            | 1'46.69  | Samuel Pizzetti Gianluca Maglia                                                                      | 1'46.81  |
| 400 m               | Samuel Pizzetti                                                                        | 3'43.52       | Alex Di Giorgio                                                               | 3'45.48  | Luca Baggio                                                                                          | 3'45.60  |
| 1500 m              | Rocco Potenza                                                                          | 14'31.73      | Samuel Pizzetti                                                               | 14'38.38 | Matteo Furlan                                                                                        | 14'45.97 |
| Dorso               |                                                                                        |               |                                                                               |          | |          |
| 50 m                | Niccolò Beni                                                                           | 24.34         | Matteo Milli                                                                  | 24.35    | Marco Orsi                                                                                           | 24.51    |
| 100 m               | Matteo Milli                                                                           | 51.90         | Piero Codia                                                                   | 52.41    | Mirco Di Tora                                                                                        | 52.47    |
| 200 m               | Matteo Milli                                                                           | 1'54.81       | Matteo Giordano                                                               | 1'55.71  | Piero Codia                                                                                          | 1'55.81  |
| Rana                |                                                                                        |               |                                                                               |          | |          |
| 50 m                | Fabio Scozzoli                                                                         | 26.11 - RE    | Mattia Pesce                                                                  | 26.98    | Daniele Cremonesi                                                                                    | 27.12    |
| 100 m               | Fabio Scozzoli                                                                         | 57.44         | Mattia Pesce                                                                  | 59.29    | Daniele Cremonesi                                                                                    | 59.44    |
| 200 m               | Claudio Fossi                                                                          | 2'08.03       | Mattia Pesce                                                                  | 2'09.20  | Federico Franciolini                                                                                 | 2'09.38  |
| Delfino             |                                                                                        |               |                                                                               |          | |          |
| 50 m                | Paolo Facchinelli                                                                      | 23.43         | Piero Codia                                                                   | 23.52    | Lorenzo Benatti                                                                                      | 23.72    |
| 100 m               | Piero Codia                                                                            | 52.24         | Marco Belotti                                                                 | 52.56    | Lorenzo Benatti                                                                                      | 52.86    |
| 200 m               | Stefano Iacobone                                                                       | 1'54.87       | Francesco Pavone                                                              | 1'55.28  | Niccolò Beni                                                                                         | 1'55.92  |
| Misti               |                                                                                        |               |                                                                               |          | |          |
| 100 m               | Fabio Scozzoli                                                                         | 53.45         | Mattia Torrini                                                                | 54.65    | Federico Turrini                                                                                     | 54.69    |
| 200 m               | Federico Turrini                                                                       | 1'56.38       | Luca Angelo Dioli                                                             | 1'57.23  | Claudio Fossi                                                                                        | 1'57.90  |
| 400 m               | Federico Turrini                                                                       | 4'06.26       | Claudio Fossi                                                                 | 4'10.69  | Matteo Pelizzari                                                                                     | 4'12.97  |
| Staffette           |                                                                                        |               |                                                                               |          | |          |
| 4x50 m stile libero | Gruppo Sportivo Fiamme Oro Roma Luca Leonardi Nicola Febbraro Mirco Di Tora Marco Orsi | 1'27.32       | Larus Nuoto Michele Santucci Marko Macciola Filippo Barbacini Filippo Magnini | 1'27.34  | Ispra Swim Planet Andrea Rolla Stefano Garzonio Giacomo Ferri Leonardo Vimercati                     | 1'28.78  |
| 4x50 m misti        | Centro Sportivo Esercito Niccolò Beni Fabio Scozzoli Paolo Villa Federico Bocchia      | 1'35.50 - RIS | Forum Sport Center Matteo Milli Mattia Pesce Erik Regini Simone Corbò         | 1'36.12  | Gruppo Sportivo Fiamme Oro Roma Mirco Di Tora Davide Ruggero Cassol Joseph Davide Natullo Marco Orsi | 1'36.22  |

### Donne
| Evento              | Oro                                                                                          | Tempo         | Argento                                                                                 | Tempo   | Bronzo                                                                        | Tempo   |
| Stile libero        |                                                                                              |               |                                                                                         |         |                                                                               |         |
| 50 m                | Erica Buratto                                                                                | 24.76         | Erika Ferraioli                                                                         | 24.77   | Laura Letrari                                                                 | 25.10   |
| 100 m               | Erika Ferraioli                                                                              | 53.58 - RI    | Erica Buratto                                                                           | 53.90   | Laura Letrari                                                                 | 55.01   |
| 200 m               | Martina De Memme                                                                             | 1'57.71       | Erica Buratto                                                                           | 1'57.72 | Alice Nesti                                                                   | 1'57.99 |
| 400 m               | Federica Pellegrini                                                                          | 4'00.54       | Martina De Memme                                                                        | 4'07.45 | Alice Nesti                                                                   | 4'07.78 |
| 800 m               | Martina De Memme                                                                             | 8'19.97       | Martina Rita Caramignoli                                                                | 8'21.66 | Alice Nesti                                                                   | 8'30.64 |
| Dorso               |                                                                                              |               |                                                                                         |         |                                                                               |         |
| 50 m                | Laura Letrari                                                                                | 27.54         | Arianna Barbieri                                                                        | 27.65   | Elena Gemo                                                                    | 27.69   |
| 100 m               | Arianna Barbieri                                                                             | 58.97         | Valentina De Nardi                                                                      | 59.71   | Romina Armellini                                                              | 59.98   |
| 200 m               | Roberta Ioppi                                                                                | 2'05.91       | Romina Armellini                                                                        | 2'08.17 | Arianna Barbieri                                                              | 2'08.63 |
| Rana                |                                                                                              |               |                                                                                         |         |                                                                               |         |
| 50 m                | Lisa Fissneider                                                                              | 31.05         | Chiara Boggiatto                                                                        | 31.71   | Elisa Antonelli                                                               | 31.84   |
| 100 m               | Lisa Fissneider                                                                              | 1'06.53       | Giulia De Ascentis                                                                      | 1'07.82 | Chiara Boggiatto                                                              | 1'08.02 |
| 200 m               | Lisa Fissneider                                                                              | 2'22.45       | Chiara Boggiatto                                                                        | 2'23.18 | Giulia De Ascentis                                                            | 2'23.41 |
| Delfino             |                                                                                              |               |                                                                                         |         |                                                                               |         |
| 50 m                | Laura Letrari                                                                                | 26.52         | Elena Gemo                                                                              | 26.56   | Ilaria Bianchi                                                                | 26.68   |
| 100 m               | Ilaria Bianchi                                                                               | 58.12         | Elena Di Liddo                                                                          | 58.64   | Alessia Polieri                                                               | 58.80   |
| 200 m               | Alessia Polieri                                                                              | 2'07.18       | Denise Riccobono                                                                        | 2'09.41 | Jessica Andreini                                                              | 2'09.77 |
| Misti               |                                                                                              |               |                                                                                         |         |                                                                               |         |
| 100 m               | Laura Letrari                                                                                | 59.97         | Alessia Polieri                                                                         | 1'02.23 | Camilla Dal Rio                                                               | 1'02.57 |
| 200 m               | Marussia Pietrocola                                                                          | 2'10.35       | Laura Letrari                                                                           | 2'11.49 | Erica Buratto                                                                 | 2'11.51 |
| 400 m               | Alessia Polieri                                                                              | 4'37.60       | Marussia Pietrocola                                                                     | 4'41.24 | Francesca Aceto                                                               | 4'44.03 |
| Staffette           |                                                                                              |               |                                                                                         |         |                                                                               |         |
| 4x50 m stile libero | Circolo Canottieri Aniene A Elena Di Liddo Gigliola Tecchio Elena Gemo Federica Pellegrini   | 1'40.76 - RIS | Centro Sportivo Esercito A Erika Ferraioli Laura Letrari Silvia Florio Flavia Zoccari   | 1'40.96 | Plain Team Veneto A Silvia Copetta Giada Trentin Kelly Novello Alice Mizzau   | 1'43.36 |
| 4x50 m misti        | Centro Sportivo Esercito A Valentina De Nardi Chiara Boggiatto Laura Letrari Erika Ferraioli | 1'49.81 - RIS | Circolo Canottieri Aniene A Elena Gemo Ombretta Plos Elena Di Liddo Federica Pellegrini | 1'50.04 | Forum Sport Center Desiree Cappa Sara Damiani Chiara Mazzoni Silvia Di Pietro | 1'52.46 |